# 沙德韋爾
沙德韋爾（英語：Shadwell）是英格蘭東倫敦的一個地區，在行政區劃上屬於塔村倫敦自治市。沙德韋爾位於泰晤士河北岸，瓦平和拉特克里夫之間，查令十字以東3英里（4.8）。據2011年英國人口普查，沙德韋爾有人口15,110人。 